# Rayos Hermosillo
Maillots
Les Rayos Hermosillo sont une équipe de basket-ball basée à Hermosillo au Mexique, qui évolue dans le championnat professionnel de basket-ball de la Côte du Pacifique du Mexique (CIBACOPA) et en a été sacré champion lors des deux dernières saisons, consécutivement en 2012, et en 2013,. L'équipe joue ses rencontres à domicile au Gimnasio del Estado de Sonora (gymnase de l'État de Sonora) d'Hermosillo,.

## Histoire
L'équipe a participé au CIBACOPA, pour ses trois premières saisons, de 2003 à 2005, sous le nom de Soles.

## Effectif
L'effectif des Rayos Hermosillo est de onze joueurs. Leur meilleur marqueur de la saison 2013 a été l'américain Patrick Sanders (en) avec 675 points.

## Entraîneurs
En 2013, l'entraîneur des Rayos est l'Américain Dan Tacheny.